# Nicola Marselli
Niccola Marselli (Napoli, 5 novembre 1832 – Roma, 26 aprile 1899) è stato uno storico e politico italiano.
Fu senatore del Regno d'Italia nella XVIII legislatura.

## Biografia
Marselli fu allievo della Scuola Militare Nunziatella di Napoli, dove studiò sotto la guida di Francesco De Sanctis, che lo iniziò alla filosofia hegeliana. Divenne quindi ufficiale nell'esercito delle Due Sicilie fino all'unità d'Italia.
Passato nelle file dell'esercito italiano, vi percorse una fulgida carriera, che lo portò a ricoprire il grado di generale di corpo d'armata.
Intellettuale inizialmente di stampo idealista, passò successivamente al positivismo. Fu insegnante alla scuola superiore di guerra di Torino, dal 1867 al 1875 di storia generale, poi di storia militare. Per questa sua attività viene considerato il maggior studioso militare italiano del secondo Ottocento.
Percorse successivamente una carriera politica di prestigio, che lo portò dapprima ad essere eletto deputato, e poi, nel 1892, nominato senatore.
Cultore soprattutto di estetica e di filosofia della storia, fu influenzato dalle opere di Hegel. Tra le sue opere più importanti ricordiamo Discorso intorno alla storia dell'architettura (1855), successivamente ampliato e ripubblicato con il titolo di L'architettura considerata in relazione alla storia del mondo (1863-64); e la fondamentale La scienza della storia (1870-1880), di carattere eminentemente positivista.
A Niccola Marselli è dedicata una caserma nella città di Napoli ed una via nella città di Sulmona (L'Aquila).

## Opere
- Discorso intorno alla storia dell'architettura, 1855
- L'architettura considerata in relazione alla storia del mondo, 1863-64
- La scienza della storia, 1870-1880
- Gli avvenimenti del 1870-1871, 1871
- La guerra e la sua storia, 1875
- La rivoluzione parlamentare del marzo 1876, 1876
- La vita del reggimento, 1884
- Gl'italiani del Mezzogiorno, 1884
- Le leggi storiche dell'incivilimento, 1896